# Port lotniczy Oradea
Port lotniczy Oradea (IATA: OMR, ICAO: LROD) – port lotniczy położony w Oradei, w okręgu Bihor, w Rumunii.

## Linie lotnicze i połączenia
| Linia lotnicza       | Kierunek                                                                            |
| -------------------- | ----------------------------------------------------------------------------------- |
| HiSky                | 1. Bukareszt (od 14 października 2024) 2. Londyn-Stansted (od 15 października 2024) |
| LOT                  | 1. Warszawa-Okęcie                                                                  |
| Sky Express (Greece) | Sezonowe czartery: 1. Heraklion                                                     |
| TAROM                | 1. Bukareszt                                                                        |